# Абасов, Исмаил Теймур оглы
Абасов, Исмаил Теймур оглы (21 августа 1922, Баку - 22 октября 2006) — азербайджанский гастроэнтеролог и терапевт, доктор медицинских наук (1966), профессор (1967), член-корреспондент АН Азербайджана (1989), Заслуженный деятель науки Азербайджана (1984).

## Происхождение
Исмаил Абасов родился 21 августа 1922 года в Баку. Высшее образование получил в Азербайджанском государственном медицинском институте). В 1943 году окончил факультет медицины и профилактики университета.

## Основные научные достижения
Исмаил Аббасов автор множества статей и книг по клинике, диагностике и лечению заболеваний желудка, кишечника и поджелудочной железы. В его книгах даны сравнительные клинические объяснения функционального состояния печени и ее гистологических изменений,  изучены новые диагностические и лечебные препараты.
В работах И.А. тщательно зучена эпидемиология заболеваний органов пищеварения в Азербайджане, а также влияние заболеваний поджелудочной железы и кишечника на функциональное состояние эндокринных органов.
Результаты научной деятельности члена-корреспондента Исмаила Абасова отражены в более чем 300 научных работах, опубликованных в республике и за рубежом, а также в 15 монографиях. Под его научным руководством защищены 2 докторские диссертации и 6 диссертаций докторов философии.

## Названия основных научных работ
- Проблемы гастрологии, Токио, 1970, 65. (англ.)
- Диагностика заболеваний поджелудочной железы, Баку, 1972, 153. (рус.)
- Применение внутрижелудочной рН-метрии при заболеваниях желудка. амер. Ж. Гастроэнтерология, 1977, 67, № 3, 229–234. (англ.)
- Хронический язвенный колит, Баку, 1984, 242. (рус.)
- Лечение и профилактика заболеваний органов пищеварения, Баку, 1991, 239. (рус.)

## Трудовая деятельность
- В 1943-1946 годах работал полковым врачом в армии во время Великой Отечественной войны.
- В 1946-1950 годах был ординатором кафедры терапии Азербайджанского медицинского института.
- В 1949-1968 годах - заведующий кафедрой терапии Института рентгенологии, радиологии и онкологии.
- В 1988-2006 годах - заведующий и научный консультант терапевтического отделения Института гастроэнтерологии.[1]

## Членство в обществах
- Член правления Всесоюзного общества гастроэнтерологов и терапевтов (1976)
- Член Комиссии по гастроэнтерологическим проблемам СССР (1980-2008)
- Член президиума Научно-медицинского совета Министерства здравоохранения Азербайджана (1968)
- Главный гастроэнтеролог министерства (1970 г.)
- Член Азербайджанского общества гастроэнтерологов (1970-2008)

## Награды
- Орден «Красной Звезды» (1946 г.)
- Медаль «За боевые заслуги» (1944 г.)
- Медаль «За победу над Германией в Великой Отечественной войне 1941—1945 гг.» (1945 г.)
- Орден Отечественной войны (1944, 1945)
- Лауреат Государственной премии Азербайджанской ССР
- Почетное звание «Заслуженный деятель науки» (1984 г.)[2]